# Ouganda
République d’Ouganda
(en) Republic of Uganda 
(sw) Jamhuri ya Uganda 
L'Ouganda, en forme longue la république d'Ouganda ou la république de l'Ouganda, (en anglais : Uganda et Republic of Uganda, en swahili : Uganda et Jamhuri ya Uganda), est un pays d'Afrique de l'Est. Appartenant à l'Afrique des Grands Lacs, il est entouré par la république démocratique du Congo à l'ouest, le Kenya à l'est, le Rwanda au sud-ouest, le Soudan du Sud au nord et la Tanzanie au sud. Le Sud du pays englobe une vaste partie du lac Victoria. L'Ouganda tire son nom du royaume de Buganda, qui couvrait autrefois les régions les plus au sud, dont la capitale et plus grande ville est Kampala. C'est un pays membre de l'Organisation de la coopération islamique.
Le territoire devient un protectorat britannique en 1894 et obtient son indépendance en octobre 1962 sous le premier ministre Milton Obote, qui accède à la présidence en 1966 en transformant le régime parlementaire en régime présidentiel. En 1967, le pays devient une république et abolit les monarchies précoloniales. La plupart des monarchies sont rétablies dans les années 1990 en tant que monarchies constitutionnelles. En 1971, Obote est renversé et remplacé par Idi Amin Dada lors d'un coup d'État. Amin impose une dictature brutale jusqu'à son renversement en 1979 par la guerre ougando-tanzanienne. Une guerre de brousse éclate en 1981 contre le gouvernement restauré d'Obote. En 1986, le Mouvement de résistance nationale gagne la guerre et Yoweri Museveni accède à la présidence en 1996 où il règne pour un sixième mandat grâce aux amendements constitutionnels.

## Géographie

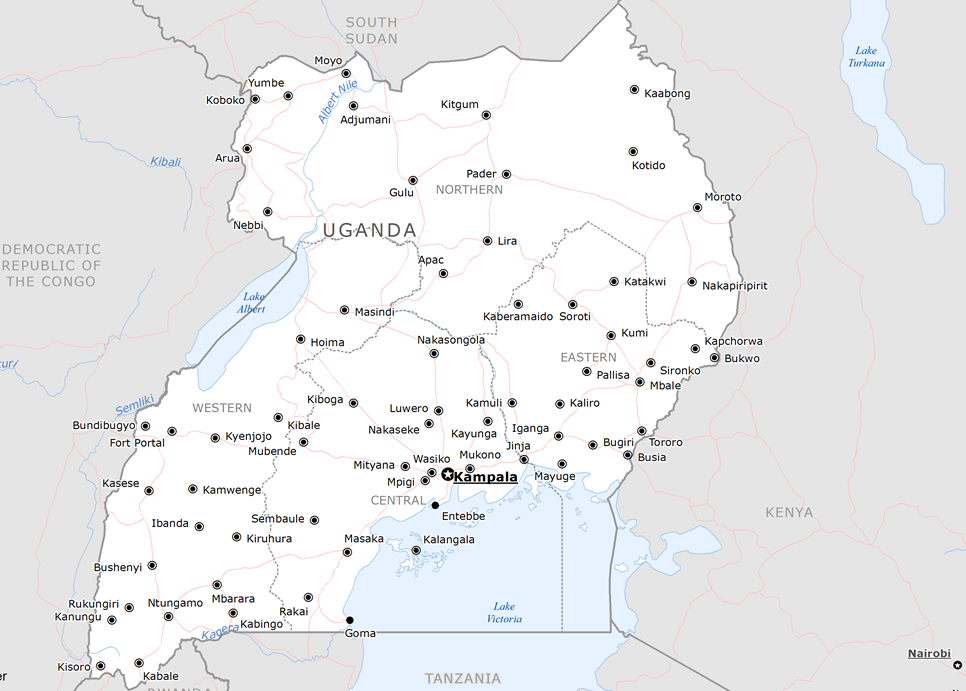
Carte de l'Ouganda

Le pays est situé sur le plateau Est-africain, pour la plus grande partie entre les 4e parallèle nord et 2e parallèle sud et entre les 29e et 35e méridiens est. Son altitude moyenne est de 1 100 mètres, en descente abrupte vers la plaine soudanaise au nord. Le centre s’articule autour du lac Kyoga, entouré de zones marécageuses.
La quasi-totalité du territoire ougandais se trouve dans le bassin du Nil. Le Nil sort du lac Victoria pour rejoindre le lac Kyoga puis le lac Albert, sur la frontière avec la république démocratique du Congo. Une petite région située tout à l’est est drainée par le fleuve Turkwel, qui fait partie du bassin drainant du lac Turkana.
Le lac Kyoga fait grossièrement office de frontière linguistique entre les langues bantoues au sud et les nilotiques au nord. Cette frontière, orientée du nord-ouest au sud-est, ne reflète que partiellement la division politique entre le nord et le sud.

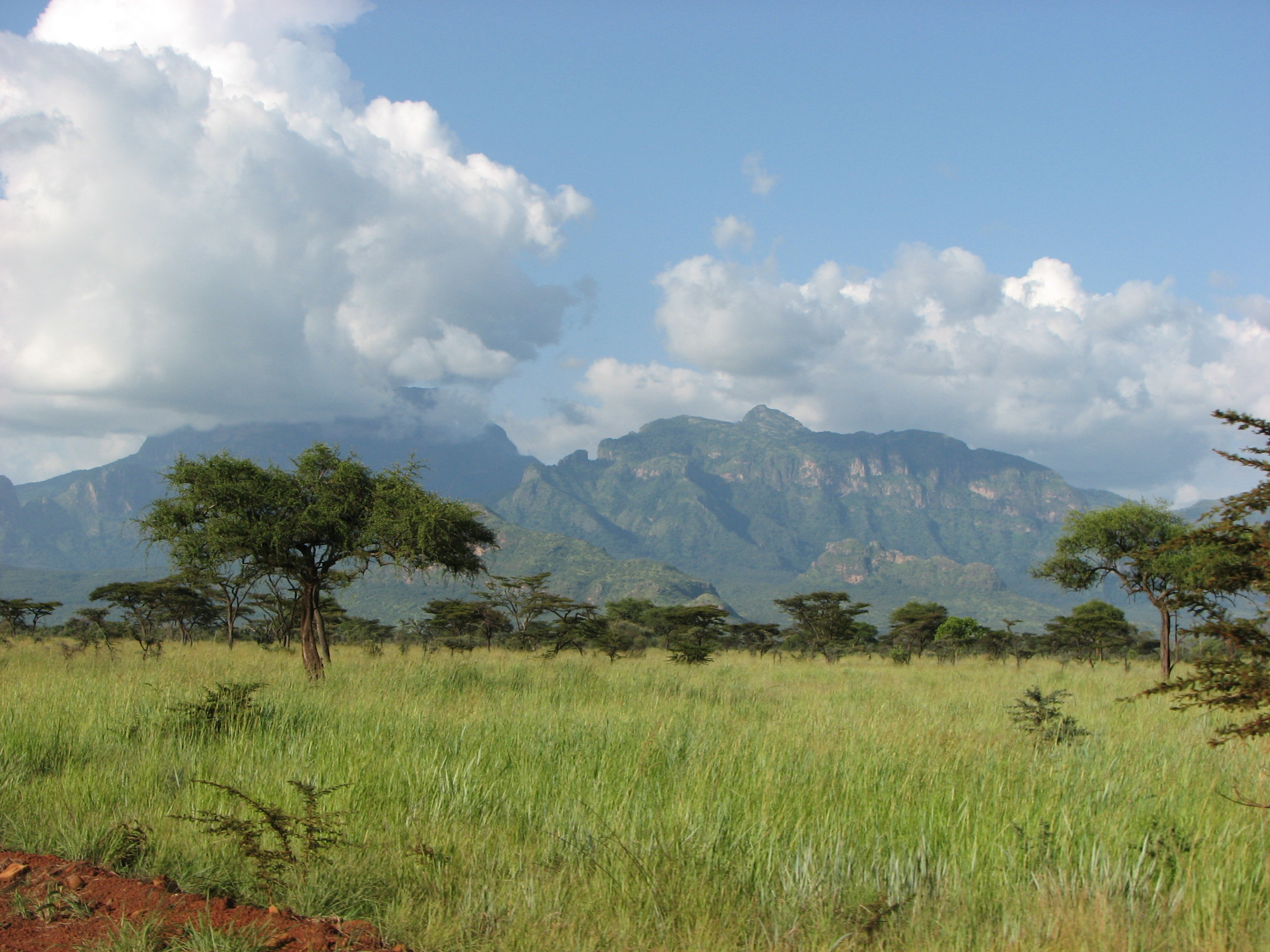
Le mont Kadam.

La superficie de l'Ouganda est de 241 550 km2, soit environ la taille du Royaume-Uni.

### Topographie et hydrologie
Le territoire de l'Ouganda recèle plusieurs sites de minerais inexploités, notamment de cuivre et de cobalt.

### Climat
Largement équatorial, le climat subit toutefois de larges variations selon l’altitude.
Le sud du pays est plus humide et frais, avec des précipitations réparties sur toute l’année et une température moyenne de 20 °C. À Entebbe, sur la rive nord du lac Victoria, la plus grande partie des précipitations tombe entre mars et juin, puis entre novembre et décembre. La région de Rwenzori, une chaîne montagneuse aux sommets enneigés, connaît d’abondantes précipitations toute l’année.
Plus au nord, avec une température moyenne de 33 °C, la saison sèche se fait graduellement plus chaude et plus marquée : à Gulu, à 120 km au sud de la frontière sud-soudanaise, les mois de novembre à février sont beaucoup plus secs que le reste de l’année. La région de Karamoja, au nord-est, connaît le climat le plus sec et peut subir des sécheresses certaines années.

### Environnement et conservation
L’Ouganda compte 60 zones protégées, dont 10 parcs nationaux : la forêt impénétrable de Bwindi et le parc national Rwenzori Mountains (tous deux inscrits au patrimoine mondial de l’UNESCO), le parc national de Kibale, le parc national Kidepo Valley, le parc national du lac Mburo, le parc national des gorilles de Mgahinga, le parc national du Mont Elgon, le parc national Murchison Falls, le parc national Queen Elizabeth et le parc national de Semuliki.

### Transport

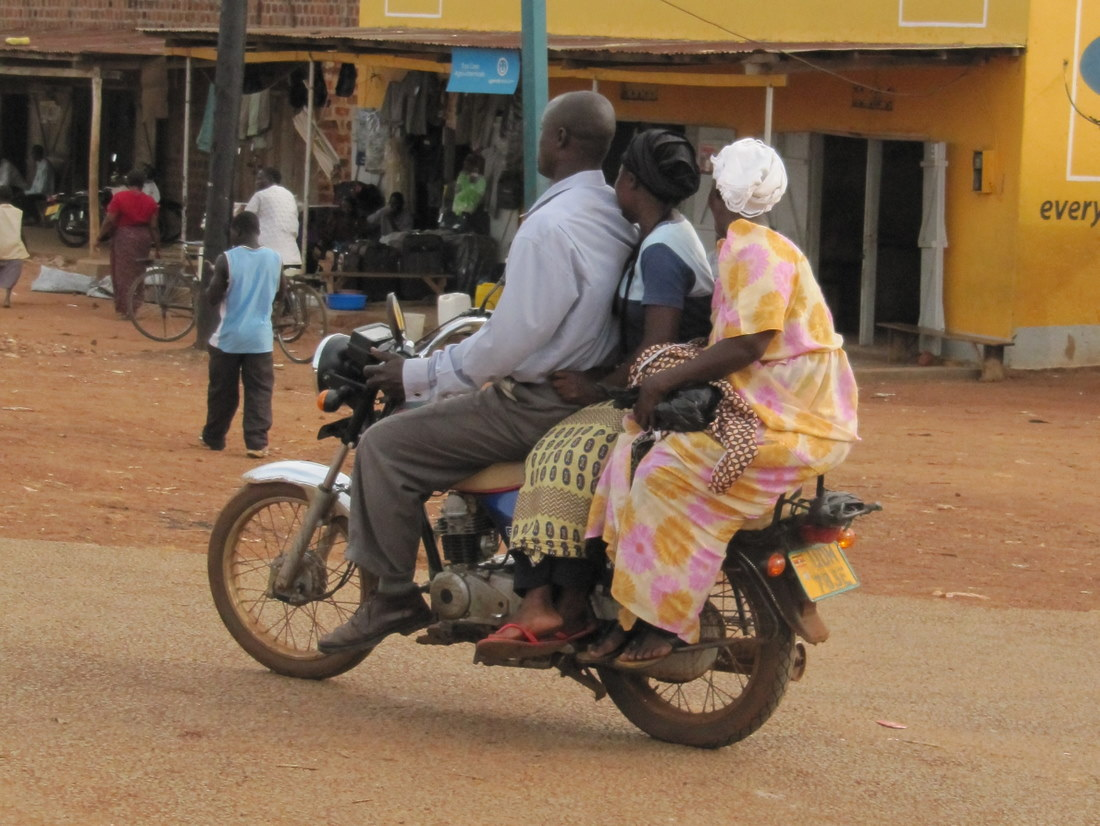
Un boda-boda, moyen de transport populaire.

Les boda-boda sont un modèle de motocyclette particulièrement allongé et disposant d'une place arrière passager pouvant normalement accueillir une personne supplémentaire, mais qui peut parfois être occupée par cinq personnes à la fois. Les chauffeurs attendent leurs clients à l'ombre des arbres. Les boda-boda sont un des moyens de transport les plus réputés en Ouganda notamment grâce au faible coût du déplacement et à la promotion de ce transport par des applications telles que SafeBoda permettant la réservation immédiate d'un chauffeur de boda-boda pour un trajet. Bien sûr, l'engorgement des rues kampalaises et l'imprudence des chauffeurs rendent le boda-boda dangereux. Un hôpital ougandais a déclaré que sur soixante patients admis 80 % avaient été victimes d'accidents de boda-boda. Les statistiques montrent que 3 043 motocyclistes ont été blessés en 2012 contre 1 248 en 2008. Les estimations disent que 300 000 boda-boda circulent dans les rues de Kampala (chiffres de 2016).

## Histoire

### Période pré-coloniale
Les peuples formant l’Ouganda actuel étaient des chasseurs-cueilleurs jusqu’à 700 à 300 av. J.-C. Des populations de langue et culture bantoue, probablement originaire d’Afrique centrale, migrèrent vers le sud du pays, apportant le travail du fer et de nouvelles organisations sociales et politiques. Aux XIVe siècle et XVe siècle, l’Empire du Kitara couvrait la plus grande partie de l’Afrique des Grands Lacs, entre le lac Albert, le lac Tanganyika, le lac Victoria et le lac Kyoga. Son gouvernement était basé dans ce qui devint le royaume Ankole, aux mains de la dynastie Bachwezi, succédant elle-même à la dynastie semi-légendaire des Batembuzi.
Au nord et à l’est du pays, des peuples nilotiques pratiquant l’élevage et l’agriculture, dont les Luo et les Ateker (en), colonisèrent la région au début du IIe siècle, ce qui aurait causé la chute de l’Empire Chwezi. Les jumeaux Rukidi Mpuuga et Kato Kintu auraient été les premiers rois Bunyoro et Buganda après la fin de l’Empire Chwezi et auraient fondé les dynasties Babitto et Bambejja. Certains Luos s’installèrent dans les territoires Bunyoro et s’y assimilèrent, fondant la dynastie babiito de l’actuel Omukama des Bunyoro-Kitara.
Les migrations des Luos durèrent jusqu’au XVIe siècle, vers l’est de l’Ouganda comme sur les rives orientales du lac Victoria, sur les territoires des actuels Kenya et Tanzanie. Les Ateker (Karimojong et Iteso) s’établirent au nord-est et à l’est du pays et certains fusionnèrent avec les Luos au nord du lac Kyoga.
À partir des années 1830, des commerçants arabes arrivèrent à l’intérieur des terres à partir des côtes d’Afrique de l'Est. Ils furent suivis trente ans plus tard par des explorateurs britanniques à la recherche des sources du Nil. Des missionnaires protestants puis catholiques arrivèrent respectivement en 1877 et 1879.

### Période coloniale

Blason du Protectorat de l'Ouganda.

Le Royaume-Uni plaça la région sous l’autorité de la Compagnie britannique impériale d'Afrique de l'Est en 1888 et l’administra comme un protectorat à partir de 1894, date à laquelle la compagnie fait faillite.
Au cours des années 1890, 32 000 ouvriers originaires des Indes britanniques furent embauchés pour travailler à la construction de chemins de fer. Après la fin des travaux, 6 724 d’entre eux décidèrent de rester en Afrique de l’Est. Il se forme donc une importante communauté indienne, dotée de privilèges commerciaux.
Après intégration de plusieurs autres chefferies et territoires, le protectorat nommé Ouganda prit sa forme définitive en 1914.
La période coloniale est structurée par la dichotomie royaume du Bouganda-autres États. Celle-ci va freiner le développement d'un nationalisme ougandais, les premières formations étant effectivement créées sur base ethnique, à l'instar de la Young Baganda Association (1919).

### Indépendance
Le 9 octobre 1962, à l'indépendance de l'Ouganda, se pose de manière aiguë le problème des structures politiques. La solution retenue, exprimée dans la première Constitution, est de type fédéral - elle associe les quatre anciens royaumes - mais le Buganda maintient sa prépondérance jusque dans le nom du nouvel État, l'Ouganda, pays des Bagandas. Le Kabaka Mutesa II en devient le président à vie. Milton Obote, fondateur en 1960 du Congrès du peuple ougandais (UPC), devient Premier ministre. L'UPC, à l'image de son dirigeant, est le parti des populations nilotiques du Nord, opposées à la domination économique et politique du Bouganda et, donc, favorable à la centralisation. Dès lors, les tensions entre le Nord nilotique et le Sud bantou s'exacerbent.
En mai 1966 : Milton Obote, afin d'imposer la centralisation, envoie l'armée au Bouganda et dépose le roi Kabaka Mutesa II avec l'appui de son chef d'état-major, Idi Amin Dada. Ce dernier appartient à une ethnie musulmane minoritaire du nord-ouest. Obote fait promulguer, l'année suivante, une nouvelle constitution abolissant les royaumes, et instituant un régime présidentiel à parti unique. Il est donc président, et sa femme Miria Obote première dame.
La résistance des Baganda, que la politique de nationalisation du commerce entreprise par Obote menace directement dans leurs intérêts, la dégradation économique et les accusations de corruption se conjuguent pour déstabiliser Obote.

### Dictature d'Amin Dada
Le 25 janvier 1971, Idi Amin Dada prend le pouvoir par un coup d'État. Au départ soutenu par les pays occidentaux qui craignaient une orientation trop socialiste du régime précédent, Amin Dada va être lâché par ces derniers au fur et à mesure que son régime devient tyrannique et sanguinaire. En huit ans de pouvoir, le régime va être accusé de la mort ou de la disparition de près de 300 000 Ougandais. Privé de l'aide occidentale, après l'expulsion du pays des 50 000 Indo-Pakistanais (qui détenaient le commerce et beaucoup d'entreprises) et l'oppression de l'intelligentsia, l'économie s'effondre. En 1978, avec la chute du cours du café, principale exportation du pays, l'Ouganda frôle le défaut de paiement et le gouvernement ougandais est aidé financièrement par les États arabes amis d'Idi Amin Dada. La même année, après des mutineries de l'armée, Idi Amin Dada, aux abois, déclenche la Guerre ougando-tanzanienne. La Tanzanie contre-attaque et, avec l'aide du mouvement de résistance ougandais, le renverse en avril 1979. L'ex-dictateur s'exile alors en Libye puis en Arabie saoudite où il meurt en 2003.

### Ère Museveni
Entre le départ d'Idi Amin en avril 1979 et décembre 1980, deux gouvernements se succèdent puis laissent la place, après mai 1980, à un directoire militaire. En décembre 1980, Milton Obote reprend le pouvoir à la faveur d'élections contestées, déclenchant une guerre civile. Il est renversé en 1985 par un coup d'état de ses propres généraux. Mais le régime ne parvient pas à contenir la rébellion d'un groupe armé, qui s'est baptisé l'Armée Nationale de Résistance (National Resistance Army - NRA). Début 1986, avec la prise de Kampala, le chef de ce groupe, Yoweri Museveni, âgé de 42 ans, s'empare du pouvoir. Se déclarant initialement socialiste, il fait de l'Ouganda, une fois arrivé au pouvoir, un laboratoire des politiques libérales, et redresse l'économie du pays. Il durcit la répression contre les homosexuels, bien que ces initiatives dans ce domaine soient en partie contenues par la Cour constitutionnelle du pays. Il se fait réélire six fois : en 1996, en 2001, en 2006, en 2011 et en 2016, au premier tour, en 2021 au second tour, avec chaque fois des soupçons de fraude,. En 2023, il durcit encore la répression anti-homosexuelle, avec une loi anti-LGBT (adoptée début 2023 par le parlement ougandais). Cette loi, l'une des plus sévères au monde, a — selon la BBC — suscité une condamnation générale. Elle crée une peine de mort pour « homosexualité aggravée », et la prison à vie pour toute personne s'identifiant comme LGBT. Cette loi est jugée « extrêmement répressive ».

## Économie

Évolution du PIB réel par habitant de Ouganda.

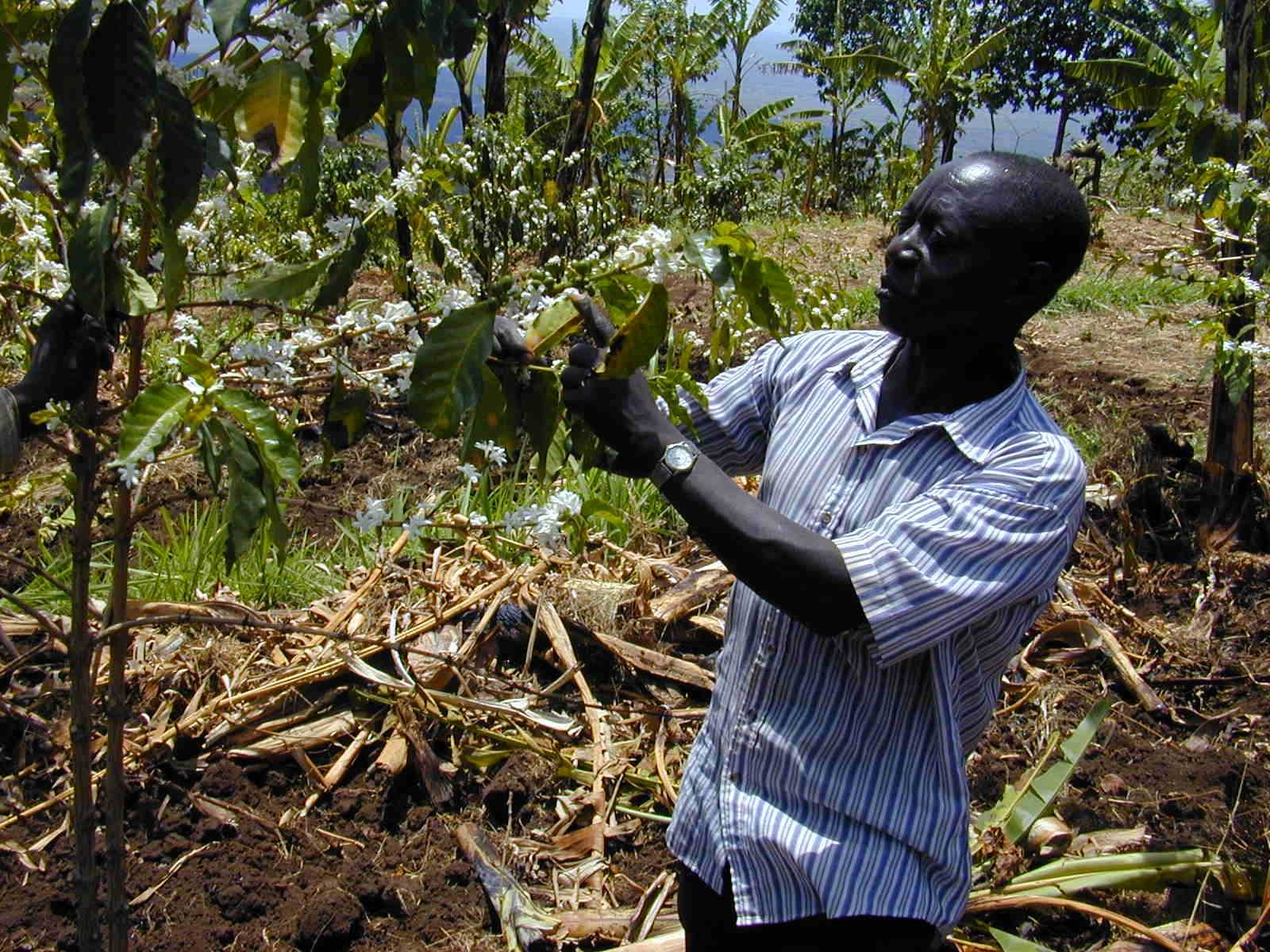
Producteur de café en Ouganda, 2000.

On retrouve sur le territoire ougandais un peu d’hydrocarbure, dont du pétrole qui provient du lac Albert. Le pays produit environ 10 000 barils par jour. L'entreprise pétrolière britannique Tullow Oil n'en est encore qu'à l'exploration mais elle a déjà obtenu, de la part de l'État, une dizaine de licences de forage, comme à Kigogole sur les rives du lac Albert. Le climat et les terres riches favorisent l'agriculture. Parmi les principales productions, le café, dont l’Ouganda est devenu un des premiers exportateurs dans le monde. Au cours des six premières années de la décennie des années 2010, l'Ouganda est devenu le onzième producteur mondial de café et le deuxième d'Afrique derrière l'Éthiopie, grâce à une récolte en progression d'environ un tiers. C'est également le deuxième au palmarès des producteurs africains de thé au début de la décennie 2010, après le Kenya.
Autres grandes cultures du pays, la canne à sucre, le coton et la patate douce. Ces éléments sont les principales activités économiques du secteur primaire. L'État peine à relancer une économie rurale (80 % de la population vit de l'agriculture). Le pays est au palmarès des huit premiers producteurs de coton d'Afrique de l'est, du sud et du nord au milieu des années 2010.
En 2024, l'Ouganda est classée en 121e position pour l'indice mondial de l'innovation.

## Démographie

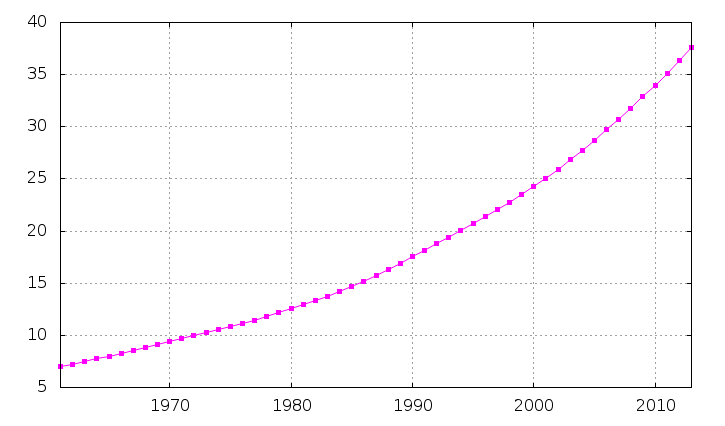
Évolution de la démographie entre 1961 et 2003 (chiffre de la FAO, 2005). Population en millions d'habitants.

L'Ouganda compte plus de 49 millions d'habitants en 2024. Le pays connaît l'une des plus fortes croissances démographiques au monde avec un taux de fécondité estimé à environ cinq enfants par femme. La population du pays a ainsi été multipliée par 8 entre 1950 et 2015.
La population pourrait pratiquement doubler en 2050 pour atteindre 86,9 millions et dépasser 130 millions avant la fin du xxie siècle. Cependant cet accroissement pourrait être contraint par la production alimentaire du pays.
D'après le recensement de 2002, la population de 24,2 millions d'habitants se répartit entre les différents groupes ethniques comme suit :
| Groupe ethnique | Hommes     | Femmes     | Total      | Pourcentage |
| --------------- | ---------- | ---------- | ---------- | ----------- |
| Acholis         | 557 469    | 587 888    | 1 145 357  | 4,7 %       |
| Alur            | 259 974    | 270 346    | 530 320    |             |
| Baamba          | 17 998     | 17 626     | 35 624     |             |
| Babukusu        | 7 303      | 7 741      | 15 044     |             |
| Babwisi         | 32 693     | 35 806     | 68 499     |             |
| Bafumbira       | 218 392    | 230 526    | 448 918    |             |
| Baganda         | 1 989 527  | 2 136 843  | 4 126 370  | 17,2 %      |
| Bagisu          | 550 377    | 567 284    | 1 117 661  | 4,7 %       |
| Bagungu         | 23 803     | 25 137     | 48 940     |             |
| Bagwe           | 37 265     | 37 992     | 75 257     |             |
| Bagwere         | 198 022    | 210 783    | 408 805    |             |
| Bahehe          | 1 611      | 1 792      | 3 403      |             |
| Bahororo (en)   | 84 570     | 90 031     | 174 601    |             |
| Bakenyi         | 30 980     | 31 029     | 62 009     |             |
| Bakiga          | 815 002    | 864 517    | 1 679 519  | 7 %         |
| Bakhonzo        | 296 678    | 313 089    | 608 767    |             |
| Banyabindi      | 7 084      | 6 836      | 13 920     |             |
| Banyankole      | 1 136 640  | 1 193 572  | 2 330 212  | 9,8 %       |
| Banyara         | 10 316     | 10 299     | 20 615     |             |
| Banyarwanda     | 155 388    | 159 599    | 314 987    |             |
| Banyole         | 169 594    | 170 913    | 340 907    |             |
| Banyoro         | 326 385    | 340 701    | 667 086    |             |
| Baruli          | 68 925     | 70 592     | 139 517    |             |
| Basamia         | 136 955    | 143 017    | 279 972    |             |
| Basoga          | 992 672    | 1 070 248  | 2 062 920  | 8,6 %       |
| Basongora (en)  | 5 306      | 5 293      | 10 599     |             |
| Batagwenda      | 22 098     | 22 402     | 44 500     |             |
| Batoro          | 297 074    | 309 857    | 606 931    |             |
| Batuku          | 10 162     | 10 374     | 20 536     |             |
| Batwa           | 3 291      | 3 447      | 6 738      |             |
| Chope           | 10 252     | 10 379     | 20 631     |             |
| Dodoth          | 158 593    | 169 989    | 328 582    |             |
| Ethur           | 25 972     | 28 340     | 54 312     |             |
| Ik (Teso)       | 8 427      | 7 867      | 16 294     |             |
| Iteso           | 767 801    | 800 962    | 1 568 763  | 6,6 %       |
| Jopadhola       | 176 465    | 183 237    | 359 702    |             |
| Jie             | 73 256     | 73 405     | 146 661    |             |
| Jonam           | 41 341     | 45 351     | 86 692     |             |
| Kakwa           | 64 632     | 64 953     | 129 585    |             |
| Karimojong      | 124 436    | 135 681    | 260 117    |             |
| Kebu (Okebu)    | 17 106     | 16 718     | 33 824     |             |
| Kuku            | 17 245     | 17 454     | 34 699     |             |
| Kuman           | 85 542     | 88 725     | 174 287    |             |
| Langi           | 730 136    | 755 301    | 1 485 437  | 6,2 %       |
| Lendu           | 5 832      | 5 325      | 11 157     |             |
| Lugbara         | 502 122    | 520 118    | 1 022 240  | 4,3 %       |
| Madi            | 147 632    | 148 721    | 296 353    |             |
| Mening          | 1 189      | 1 038      | 2 227      |             |
| Mvuba           | 439        | 431        | 870        |             |
| Napore          | 16 235     | 14 356     | 30 591     |             |
| Nubi            | 12 945     | 13 173     | 26 118     |             |
| Nyangia         | 8 106      | 7 176      | 15 282     |             |
| Pokot           | 37 732     | 32 665     | 70 397     |             |
| Sabiny          | 89 463     | 91 206     | 180 669    |             |
| So (Tepeth)     | 10 608     | 10 926     | 21 534     |             |
| Vonoma          | 72         | 56         | 128        |             |
| Autres          | 47 568     | 45 902     | 93 470     |             |
| Total           | 11 643 701 | 12 235 035 | 23 878 736 | 100 %       |

## Politique et administration
Jusqu'en 2005, l'Ouganda est une république à parti unique, tous les citoyens ougandais étant membres du parti unique. Les partis politiques sont de facto autorisés en tant que regroupements mais les candidats de l'opposition se présentent comme candidats indépendants aux élections.[réf. nécessaire]
Le 29 juillet 2005, un référendum populaire valide la modification constitutionnelle et autorise à nouveau le multipartisme. Le oui obtient 92,6 % des voix et la participation est seulement de 47 %. L'opposition qui dans sa grande majorité avait appelé au boycott dénonce des chiffres de participation fantaisistes.
Les dernières élections législatives et présidentielles ont eu lieu le 23 février 2006, et ont permis la réélection de Yoweri Museveni, au pouvoir depuis 1986, avec 59 % des voix, contre 37 % pour son principal adversaire, Kizza Besigye. Le Forum pour le changement démocratique de M. Besigye dénonce des fraudes.
De 1988 à 2006, l'Armée de résistance du Seigneur combat l'armée régulière dans le Nord du pays sans renverser Museveni.

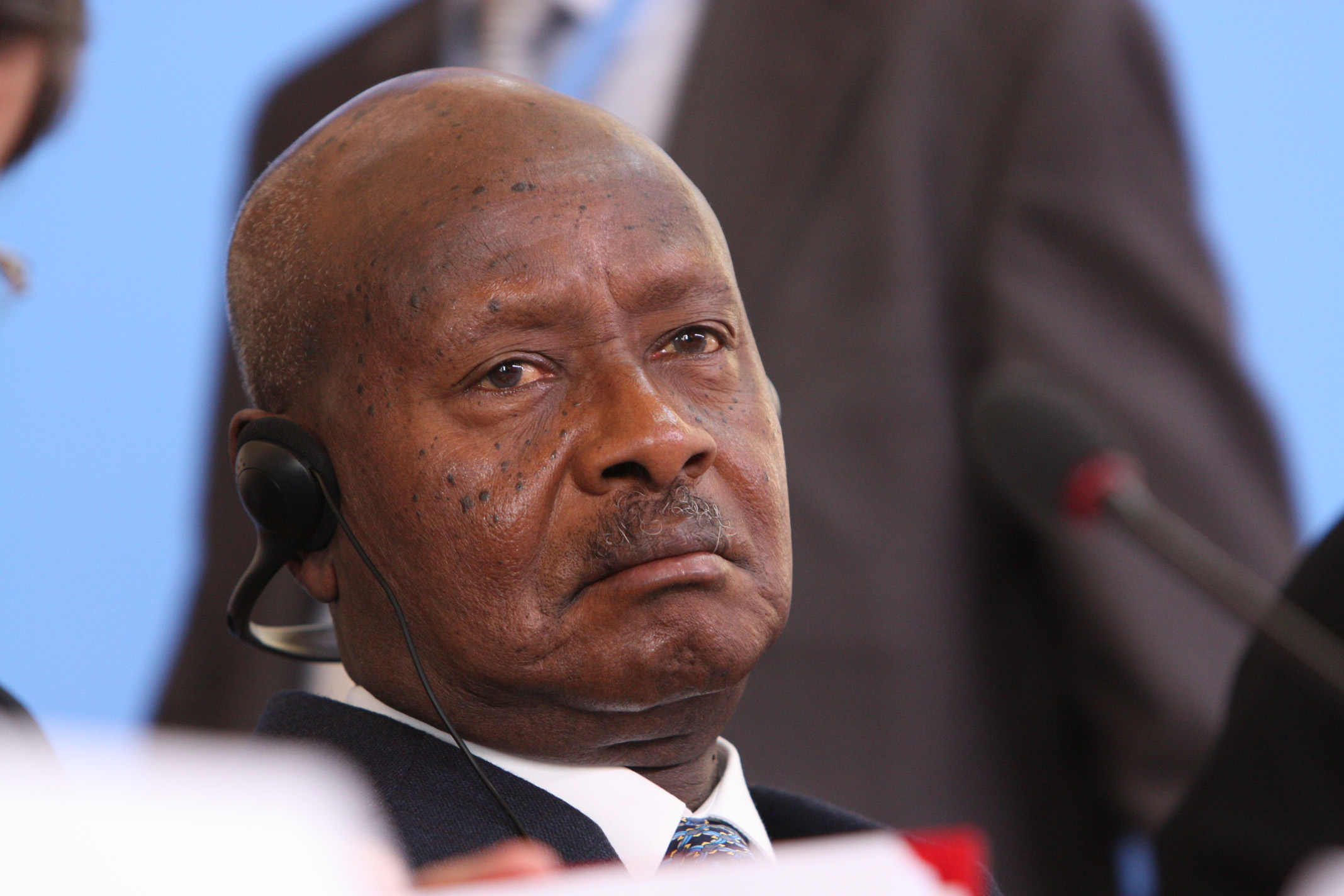
Yoweri Museveni, président de l'Ouganda depuis 1986.

### Subdivisions territoriales

#### Districts

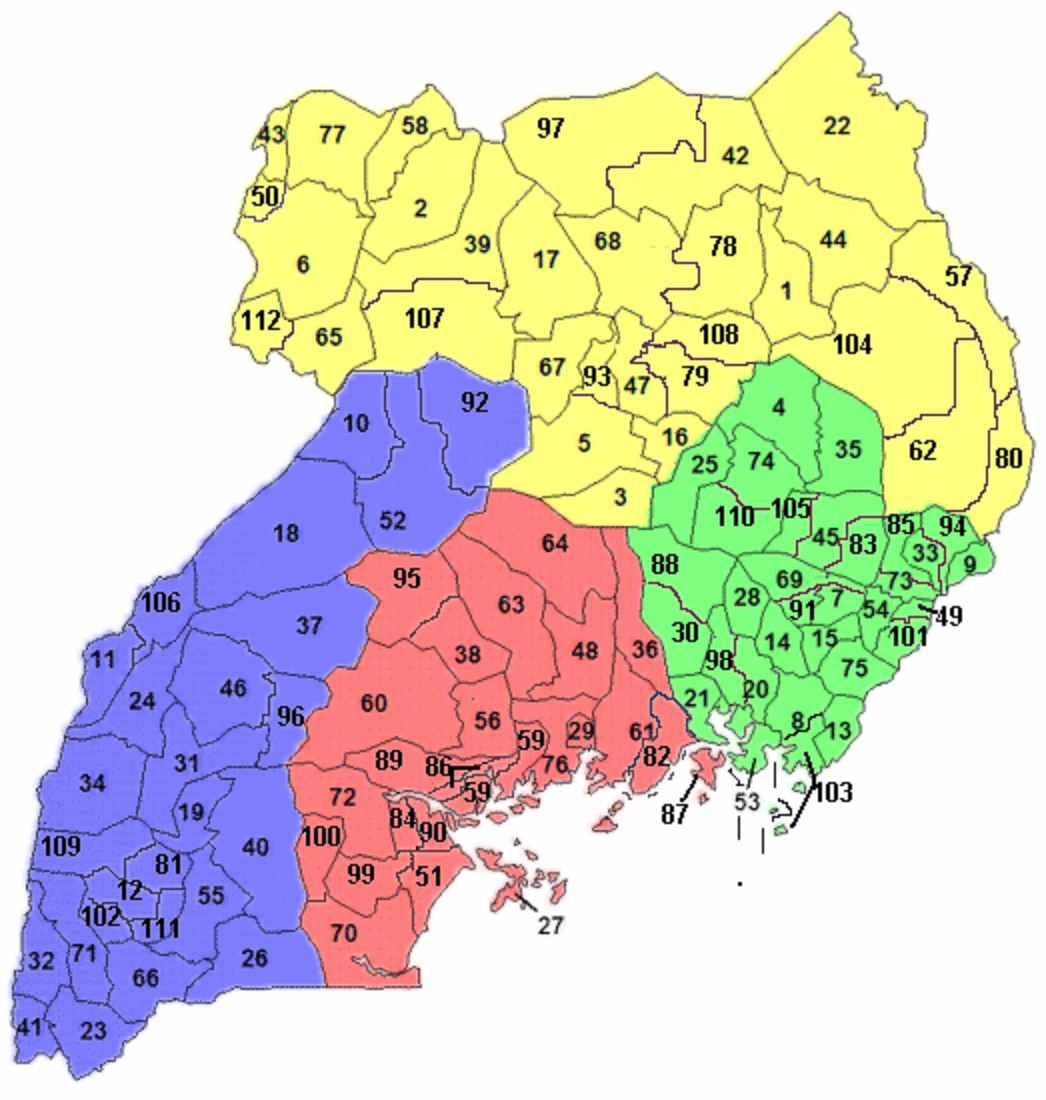
Carte des subdivisions de l'Ouganda.

L'Ouganda est divisé en 111 districts (depuis juillet 2010) répartis entre quatre grandes régions (Nord, Est, Centre et Ouest). Les districts sont tous nommés d'après leur ville principale respective.
Les districts sont divisés en sous-districts, en comtés, en sous-comtés, en paroisses et en villages.

#### Royaumes traditionnels
Parallèlement aux subdivisions administratives, six royaumes traditionnels bantous ont été préservés avec une autonomie limitée, essentiellement culturelle. Ce sont, par ordre alphabétique :
- l' Ankolé
- le  Buganda
- le  Bunyoro
- le  Busoga
- le  Rwenzururu
- et le  Toro

### Éducation
L'analphabétisme est fréquent en Ouganda, notamment parmi les femmes. Dans la période de 2002–2005 les dépenses publiques pour l'éducation étaient de 5,2 % du PIB. L'Ouganda a des universités privées et publiques.
En 2007, on comptait plus de 90 % de jeunes ougandais qui fréquentaient les établissements scolaires primaires. En revanche, la même année, on ne dénombrait qu'environ un adolescent sur trois dans l’enseignement secondaire. Ce déséquilibre est lié au coût trop élevé de l'éducation, au manque d'établissements scolaires et au désintérêt des étudiants.

### Santé
Le SIDA est fréquent en Ouganda.

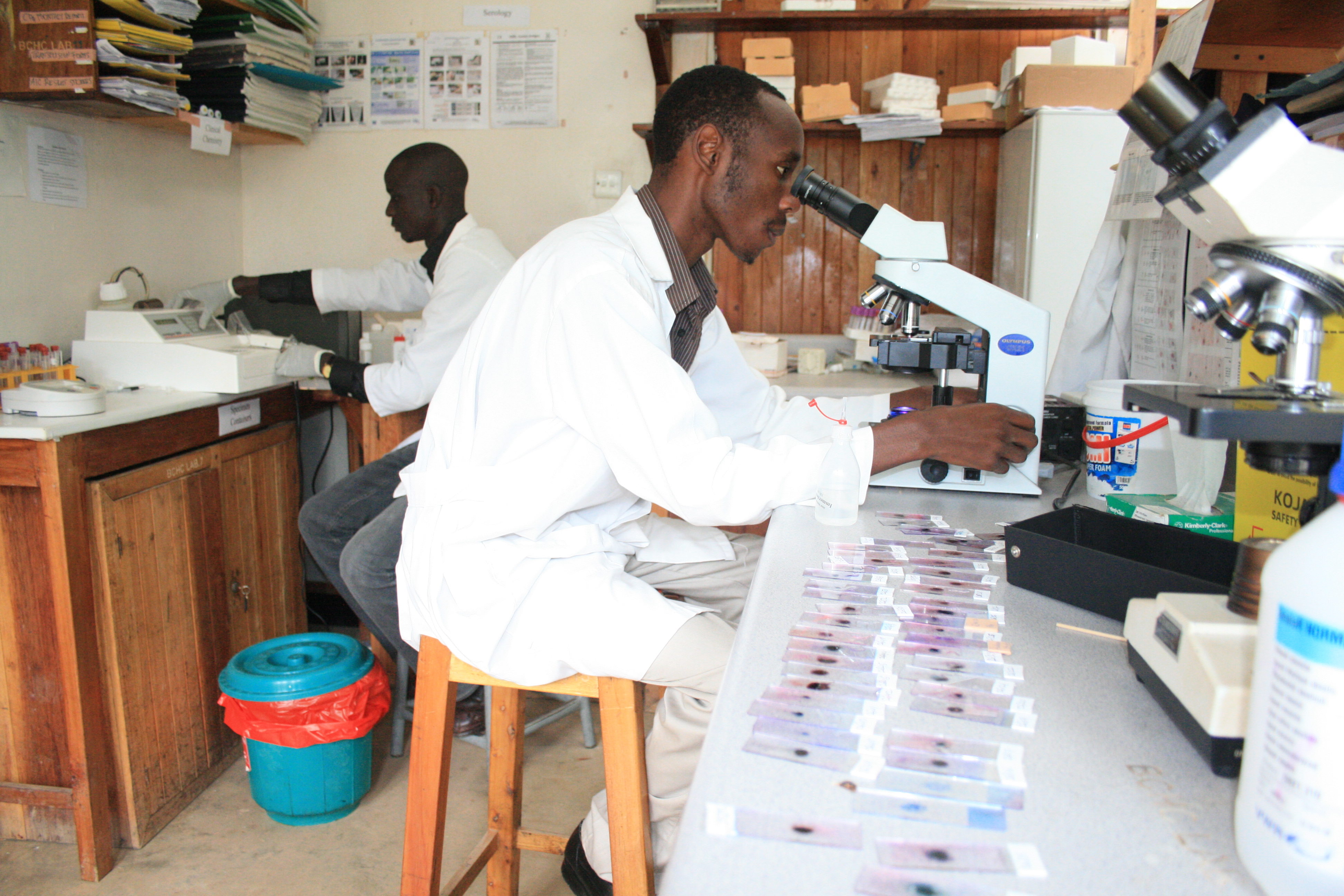
Laboratoire d'analyse médicale (VIH, tuberculose…) à l'hôpital communautaire de Bwindi, 2011.

L'espérance de vie des femmes était de 52,4 ans, et l'espérance de vie des hommes était de 51,4 ans en 2007. En 2007, l'espérance de vie en bonne santé était de 44 ans. Les dépenses gouvernementales pour la santé étaient de 39 $
(parité de pouvoir d'achat) par habitant en 2007.

### Loi anti-homosexualité
L'Empire britannique, a introduit des lois punissant l'homosexualité lorsque l'Ouganda est devenu une colonie britannique. Ces lois ont été maintenues après l'indépendance.
Depuis un projet de Loi anti-homosexualité déposé en octobre 2009, l'Ouganda envisage de pratiquer la peine de mort pour les homosexuels « récidivistes » (c'est-à-dire les personnes qui ont des relations homosexuelles librement consenties) et d'infliger de lourdes sanctions à leurs complices. L'Ouganda rejoindrait alors la liste des neuf pays qui appliquent la peine de mort pour les homosexuels : Iran, Afghanistan, Arabie saoudite, Soudan, Mauritanie, Nigeria (États du nord), Pakistan, Émirats arabes unis et Yémen. En juin 2011, la session parlementaire a été ajournée sans débattre de ce projet de loi.
En février 2014, le président ougandais Yoweri Museveni a promulgué une loi (Anti-Homosexuality Act, 2014) durcissant la répression de l’homosexualité : celle-ci prévoit notamment la prison à perpétuité pour « délit d’homosexualité » (« offense of homosexuality »). L’Église catholique locale,,, ainsi que la conférence épiscopale des Africains du Sud, et le Vatican, malgré la doctrine catholique, se sont opposés à cette loi. La loi interdit également toute promotion de l'homosexualité et sa reconnaissance,.

## Culture et patrimoine

### Langues
Les langues officielles sont l'anglais et le swahili ; d'autres langues sont également parlées, dont l'acholi, le kiganda, le konjo, le lusoga ou le luganda. Il y a aussi au moins 10 000 Chinois qui parlent le mandarin[réf. nécessaire]. Parmi la petite minorité indienne du pays, le hindi, le tamoul et le bengali sont trois langues du sous-continent Indien parlées, mais ces locuteurs sont souvent bilingues et parlent également l'anglais[réf. nécessaire].

### Religions

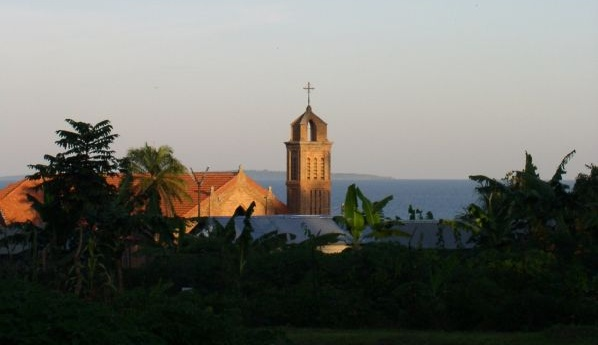
Une église à Entebbe.

Le poids démographique des religions présentes dans le pays a été dénombré lors du recensement général de la population et de l'habitat de l'Ouganda de 2014 :
- chrétiens : 82,4 % (catholiques : 39,3 % ; anglicans : 32,0 % ; pentecôtistes : 11,1 % (4,7 % en 2002))
- musulmans : 13,7 % (12,4 % en 2002 et 10,5 % en 1991)
- autres : 3,4 % dont animistes, hindous, sikhs, ahmadis, et baha'is.

Beaucoup de convertis continuent cependant à pratiquer les religions traditionnelles ou certains de leurs rites. L'Ouganda est un pays membre de l'Organisation de la coopération islamique.

### Sport
- Le premier champion olympique de l'Ouganda est John Akii-Bua, en 1972 à Munich au 400 m haies.
- Le deuxième champion olympique de l'Ouganda est Stephen Kiprotich, en 2012 à Londres au Marathon.
- En 2019 au championnat du monde à Doha Joshua Cheptegei, devient champion du monde au 10 000 m.
- L'Ouganda est le premier pays africain et le premier pays tropical à avoir participé aux Jeux paralympiques d'hiver, avec un représentant en ski de fond aveugle en 1976 et en 1980 (cf. : Ouganda aux Jeux paralympiques).

### Dans la fiction
- Mississippi Masala, réalisé par Mira Nair, sorti en 1991. Le film débute par l'expulsion d'Ouganda d'un couple d'origine indienne, chassé par le régime d'Amin Dada en 1972.
- Kahawa, roman de Donald E. Westlake.
- Le Dernier Roi d'Écosse (The Last King of Scotland), film anglais réalisé par Kevin McDonald en 2006, où Forest Whitaker interprète le rôle d’Idi Amin Dada, rôle qui lui permet de remporter l’Oscar du meilleur acteur en 2007. Le film, fondé sur le roman éponyme, inspiré de faits réels, de Giles Foden, retrace à travers les yeux d'un médecin proche du dictateur cette période de dictature de l'Ouganda.
- L'école de magie de Uagadou, dans l'univers de Harry Potter se situe en Ouganda. La seule adresse jamais donnée est Montagnes de la Lune.
- Casino Royale, sorti en 2006. Le début de Casino Royale, premier James Bond interprété par Daniel Craig se déroule à Mbale mais n'a pas été tourné dans la ville.

### Gastronomie

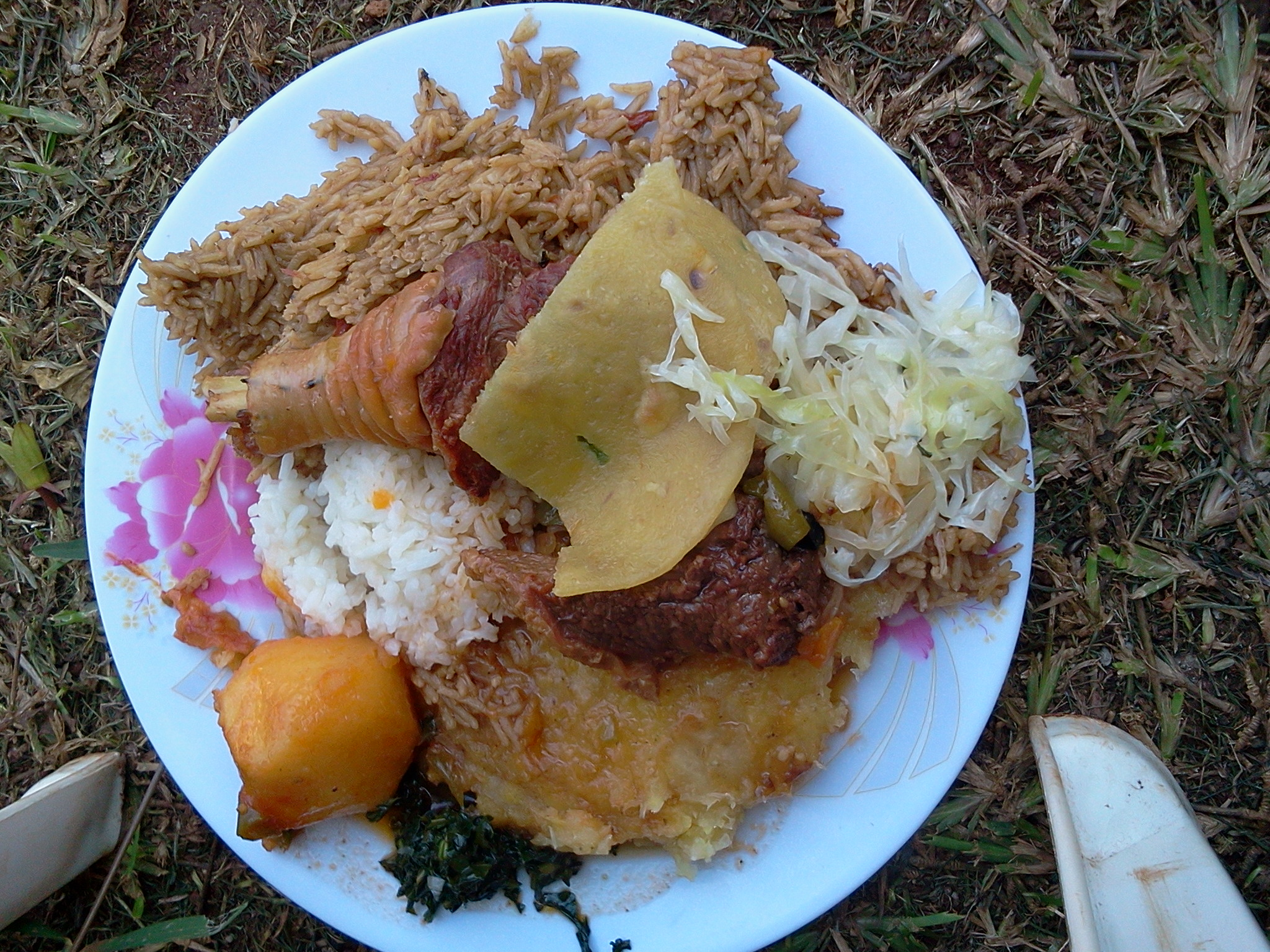
Un plat de fête

### Films documentaires
- Le Cauchemar de Darwin de Hubert Sauper qui traite de la pêche de la perche du Nil dans le lac Victoria et de ses conséquences désastreuses.
- Général Idi Amin Dada : Autoportrait de Barbet Schroeder.
- De l'autre côté du pays de Catherine Hébert.
- War Dance de Sean Fine et Andrea Nix Fine. Un groupe d'enfants de la tribu Acholi, vivant dans un camp de réfugiés, participe au Concours national de musique d'Ouganda.